# (8734) Warner
(8734) Warner ist ein Asteroid des Hauptgürtels, der am 1. Januar 1997 vom italo-amerikanischen Astronomen Paul G. Comba am Prescott-Observatorium (Sternwarten-Code 684) in Arizona entdeckt wurde.
Der Asteroid wurde am 2. April 1999 nach dem US-amerikanischen Astronomen Brian D. Warner (* 1952) benannt, der mehr als acht Jahre lang der Herausgeber des monatlich erscheinenden Minor Planet Observer war.